# Aaron Stell
Aaron Stell, född 26 mars 1911 i Pennsylvania, död 7 januari 1996 i Los Angeles, var en amerikansk filmredigerare och regissör. Bland de filmer som Stell arbetade med var Orson Welles En djävulsk fälla (1958), Robert Mulligans Skuggor över Södern (1962) och Douglas Trumbulls Den tysta flykten (1972).